# Троицкий собор (Уржум)
Троицкий собор — кафедральный собор Уржумской епархии Русской православной церкви, расположенный в Уржуме Кировской области.

## История
Ко времени причисления церквей Уржумского уезда из Казанской епархии в Вятскую в 1791 году в Уржуме в числе трёх церквей имелся каменный Троицкий собор с двумя престолами: в холодной церкви – Свято-Троицкий, в тёплой церкви – Никольский. В 1811 году, вследствие оказавшихся в стенах трещин, разрешено старый собор разломать и построить новый трёхпрестольный. На построение собора выдана храмозданная грамота от 21 апреля 1811 года. Собор заложен в том же 1811 году и в 1822 году освящены два престола тёплого храма: в честь Иконы Владимирской Божией Матери 29 июня и в честь Святого Николая Чудотворца 23 октября. Холодный храм освящён позднее во имя Святой Троицы. 6 августа 1894 года заложен новый каменный собор. Стройкой собор окончен в 1900 году и 1 июня освящён главный престол во имя Святой Троицы. 30 сентября следующего 1901 года освящён северный престол в честь Иконы Божией Матери «Живоносного Источника». 6 июня 1902 года освящён третий, южный, престол в честь Святого Николая Чудотворца. От старого собора остались два придела: правый – Никольский и левый – Владимирский.
12 апреля 2025 года епископ Уржумский и Омутнинский Всеволод (Понич) совершил великое освящение центрального престола Свято-Троицкого кафедрального собора и возглавил Божественную литургию в новоосвященном храме.

## Архитектура
Храм построен в неовизантийском стиле с элементами эклектики.

## Адрес
- Кировская область, Уржум, ул. Советская, 34.